# Mirosław Piotrowski
Miroslaw Mariusz Piotrowski (n. 9 ianuarie 1966, Zielona Góra, Polonia) este un om politic polonez, membru al Parlamentului European în perioada 2004-2009 din partea Poloniei.